# Terpna thyatiraria
Terpna thyatiraria är en fjärilsart som beskrevs av Charles Oberthür 1913. Terpna thyatiraria ingår i släktet Terpna och familjen mätare. Inga underarter finns listade i Catalogue of Life.